# Truppenkontingent
Das Truppenkontingent (englisch military contingent) ist im Militärwesen eine festgelegte Anzahl von Soldaten, die für einen bestimmten Militäreinsatz vorgesehen sind.

## Allgemeines
Beim Kompositum „Truppenkontingent“ handelt es sich um ein Kontingent, also einer feststehenden Truppenstärke von Soldaten. Das Wort erschien ersichtlich spätestens 1877 in einem deutschen Wörterbuch von Daniel Sanders. Der Begriff wird heute meist im Zusammenhang mit der Friedensmission bei Friedenstruppen der Vereinten Nationen gebraucht. Das hierfür erforderliche UN-Mandat umfasst sowohl die maximale Personalstärke als auch die Befristung des Auslandseinsatzes.

## Geschichte
Militärhistorisch bestanden Truppenkontingente stets lediglich aus einem Teil der gesamten Armee eines Staates. So war beispielsweise die Kohorte im Römischen Reich der Vorläufer des Truppenkontingents, die jeder einzelne Volksstamm Italiens den Bundesgenossen zu stellen hatte. Beim Mongolensturm zwangen die Mongolen die Koreaner nach 1268 zur Ausrüstung einer Flottenexpedition (900 Schiffe, 10.000 Mann Truppenkontingent), damit Kublai Khan 1274 Japan angreifen konnte.
Auf dem Nürnberger Reichstag Februar/März 1422 wurde erstmals durch die Reichsmatrikel festgelegt, welche Truppenkontingente die einzelnen Reichsstände zur Reichsarmee zu stellen hatten. Zu diesem Zweck sah die „Kriegs- oder Defensionalverfassung“ vor, dass und in welcher Höhe Truppenkontingente im Reich ständig in Bereitschaft zu halten waren.
Das Truppenkontingent des 7th Cavalry Regiments unter George Armstrong Custer wurde von den Indianern am 25. Juni 1876 in der Schlacht am Little Bighorn vernichtend geschlagen.
Die Kolonialkriege ab dem 18. Jahrhundert konnten im Hinblick auf Truppenkontingente als „europäische Truppenkontingente gegen indigene Völker“, „europäische Truppenkontingente gegen einheimische Truppenkontingente“ und „europäische Truppenkontingente mit indigenen Hilfskräften gegen andere europäische Truppenkontingente mit indigenen Hilfskräften“ kategorisiert werden. Kaiser Wilhelm II. unterzeichnete am 19. Juni 1895 ein Gesetz über die „Kaiserliche Schutztruppe für Deutsch Südwest-Afrika“, das ein Kontingent für deutsche Kolonien in Afrika vorsah. Das kaiserliche Heer selbst bestand zu einem Großteil ebenfalls aus Truppenkontingenten der einzelnen Bundesstaaten.
Besatzungsmächte setzten Truppenkontingente ein, um die Okkupation eines anderen Staates militärisch abzusichern. So teilten nach dem Zweiten Weltkrieg die Hauptsiegermächte Deutschland in vier Besatzungszonen auf und entsandten in diese ihre Truppenkontingente.
Die erste Friedenstruppen der Vereinten Nationen UNEF kam im November 1956 zum Einsatz, um den Frieden zwischen Israel und Ägypten zu sichern. Im November 1956 legte der UN-Generalsekretär Dag Hammarskjöld gleichzeitig den Grundsatz fest, dass eine Friedensstreitmacht keine Truppenkontingente von einem der fünf ständigen Mitglieder des Sicherheitsrates enthalten sollte und von keinem Staat, der ein unmittelbares Interesse an dem Konflikt haben könnte.
Weitere UN-Friedenstruppen gab es in dieser Form bei ONUC (ab Juli 1960), UNAVEM (Dezember 1988), UNTAG (April 1989), UNOSOM I (April 1992), ONUMOZ (Dezember 1992), UNOSOM II (März 1993), IFOR (Dezember 1995), SFOR (Juni 1998), KFOR (Juni 1999) oder ISAF (Dezember 2001). Im Dezember 1973/Januar 1974 (UNEF II) und im April 1978 (UNIFIL) unterstützte die Bundesrepublik Deutschland den Transport von UN-Friedenstruppen in das Einsatzgebiet und durch Stellung von militärischer Ausrüstung. Ein eigenes Truppenkontingent entsandte Deutschland erstmals im August 1991 im Rahmen der UNSCOM in den Irak.

## Organisation
Da die UN über keine eigenen Truppen verfügen, sind sie auf die Beteiligung der Mitgliedstaaten der Vereinten Nationen durch Stellung von Truppenkontingenten angewiesen. Das Verfahren bei Truppengestellung für internationale Organisationen wie die UN oder die NATO hängt von den Statuten dieser Organisationen ab. So regelt das NATO-Truppenstatut den Aufenthalt von Streitkräften der NATO und deren Angehörigen auf dem Gebiet anderer NATO-Staaten. Die einzelnen NATO-Staaten stellen der NATO beispielsweise für die Krisenreaktionskräfte ausgewählte Truppenkontingente zur Verfügung, die sich ständig in einer sehr hohen militärischen Einsatzbereitschaft befinden. So ist gewährleistet, dass das Bündnis in der Lage ist, im Krisenfall innerhalb weniger Tage Truppen in jeden Teil des Vertragsgebiets verlegen zu können.